# Segundo Durandal
Segundo Durandal (17 marzo 1912 – 12 gennaio 1976) è stato un calciatore boliviano, di ruolo difensore.

## Carriera
Partecipò al Mondiale del 1930 con la Nazionale boliviana.